# Bank of Tianjin
Банк Тяньцзиня (кит. 天津银行) — коммерческий банк со штаб-квартирой в Тяньцзине, городе центрального подчинения КНР. Основан в ноябре 1996 года. В списке крупнейших публичных компаний мира Forbes Global 2000 за 2021 год занял 1120-е место (в том числе 361-е по активам); из китайских компаний в этом списке занял 174-е место.
На конец 2020 года активы банка составляли 688 млрд юаней ($105 млрд), из них 298 млрд пришлось на выданные кредиты, 312 млрд — на инвестиции в ценные бумаги. Из пассивов 356 млрд составили принятые депозиты, 109 млрд — выпущенные облигации. Более половины выручки банка приходится на Тяньцзинь, крупнейший город северо-востока КНР, также значительно присутствие банка в Шанхае (19 % выручки), Пекине, провинциях Сычуань, Шаньдун и Хэбэй.
Основными акционерами банка Тяньцзиня являются инвестиционная компания свободной торговой зоны порта Тяньцзиня (15,92 %), австралийская банковская группа Australia and New Zealand Banking Group (11,95 %), Tianjin Bohai Chemical Industry Group (8,07 %), Jinhushen Biological Medical Science and Technology (8,06 %).